# Szentpéter (Szlovákia)
Szentpéter (szlovákul Liptovský Peter) község Szlovákiában, a Zsolnai kerület Liptószentmiklósi járásában.

## Fekvése
Liptószentmiklóstól 10 km-re keletre, Liptóújvár északi szomszédságában található.

## Nevének eredete
Nevét a 13. században már állt Szent Péter templomáról kapta.

## Története
1286-ban „Scentpeter” néven említik először, valószínűleg már ekkor állt a falu temploma. Bohumír comesnek majd utódainak: a Szent-Iványi családnak birtoka, akik egészen 1848-ig megőrizték az itteni birtokukat. Később a pottornyai Pottornyai család is birtokosa volt. 1363-ban vásártartási jogot kapott, ettől kezdve földesúri városként fejlődött. A 17. századi dúlások, majd a Rákóczi-szabadságharc 1709-es pusztításai következtében jobbágyfalu szintjére süllyedt. 1784-ben 52 háza és 416 lakosa volt, akik mezőgazdasági munkákkal foglalkoztak. Régi gótikus temploma 1786-ban teljesen megsemmisült.
A 18. század végén Vályi András így ír róla: „SZENT PÉTER. Tót falu Liptó Várm. földes Urai Potornyai, és Szent Iványi Uraságok, lakosai külömbfélék, fekszik Sz. Iványhoz nem meszsze, mellynek filiája; határja középszerű.”
1828-ban 62 házában 520 lakosa élt. Lakói a 19. századtól kőművességgel foglalkoztak és a nagy budapesti építkezéseken dolgoztak. Fejlett volt a községben a háziipar is. A trianoni békeszerződés idején Liptó vármegye Liptóújvári járásához tartozott. 1971 és 1992 között Liptóújvár része volt.

## Népessége
| Év:            | 1994. | 2004.   | 2014.   | 2024.   |
| -------------- | ----- | ------- | ------- | ------- |
| Emberek száma: | 1389  | 1361    | 1370    | 1265    |
| Eltérés:       |       | -2,01 % | +0,66 % | -7,66 % |

| Év:            | 2023. | 2024.   |
| -------------- | ----- | ------- |
| Emberek száma: | 1280  | 1265    |
| Eltérés:       |       | -1,17 % |

1910-ben 735, túlnyomórészt szlovák lakosa volt.
2011-ben 1362 lakosából 1119 szlovák.

## Neves személyek
- Vladimír Kostovič – szlovák színész,
- Ferdinand Čatloš – szlovák tábornok.

## Nevezetességei
- Evangélikus temploma 1940-ben épült a 17. századi templom helyén, harangtornya 1850-ből való.

## Külső hivatkozások
- Hivatalos oldal
- E-obce.sk Archiválva 2008. szeptember 20-i dátummal a Wayback Machine-ben
- Községinfó
- Szentpéter Szlovákia térképén